# Nepomucen
Nepomucen - imię męskie pochodzenia łacińskiego. Żeński odpowiednik to Nepomucena.
Nepomucen imieniny obchodzi: 17 października.
Znane osoby o imieniu Nepomucen:
- Św. Jan Nepomucen
- Jan Nepomucen Kamiński
- Jan Nepomucen Miller